# 일단 질러! 질렐루야
《일단 질러! 질렐루야》는 매주 월요일 yami가 다음 웹툰에서 연재하는 웹툰이다.